# 한국스카우트연맹체
한국스카우트연맹체는 한국스카우트연맹에서 제공하는 글씨체이다.